# Список глав государств в 878 году
Список глав государств в 877 году — 878 год — Список глав государств в 879 году — Список глав государств по годам

## Азия
- Аббасидский халифат — аль-Мутамид, халиф (870 — 892)
  - Армянский эмират — Ашот I, ишхан (855 — 885)
  -  Алавиды — Хассан ибн-Зейд, эмир (864 — 884)
  -  Зийядиды — Ибрагим ибн Мухаммад, эмир (859 — 902)
  -  Саманиды — Наср ибн Ахмад, эмир (864 — 892)
  -  Саффариды — Якуб ибн Лейс ас-Саффар, эмир (861 — 879)
  -  Табаристан (Баванди) — Рустам II, испахбад (867 — 896)
  -  Хамданиды — Хамдана ибн Хамдун, эмир (868 — 895)
  - Яфуриды — Мухаммад I ибн Йафур, имам (872 — 892)
- Абхазское царство — 
  - Георгий I, царь (ок. 872 — ок. 878)
  - Иоанн Шавлиани, царь (ок. 878 — ок. 880)
- Бохай (Пархэ) — Да Сюаньси, ван (872 — 894)
- Вайтхали[англ.] — Кала Тенг Санда, царь[англ.] (875 — 884)
- Грузия —
  - Кахетия — Габриэль, князь[англ.] (861 — 881)
  - Тао-Кларджети — Давид I, куроплат (876 — 881)
  - Тбилисский эмират — 
    - Ибрагим, эмир (876 — 878)
    - Габулок, эмир (878 — 880)
- Индия — 
  - Венги (Восточные Чалукья) — Гунага Виджаядитья III, махараджа (849 — 892)
  - Гурджара-Пратихара — Михра Бходжа I, махараджа (836 — 890)
  - Западные Ганги — Рашамалла II, махараджа (870 — 907)
  - Качари[англ.] — Вирочана, царь[англ.] (835 — 885)
  - Кашмир — Авантиварман, царь[нем.] (855 — 883)
  - Пала — Нараянапала, царь (855 — 908)
  - Паллавы (Анандадеша) — Нрипатунгаварман, махараджа (854 — 879)
  - Пандья — Варагунаварман II, раджа (862 — 880)
  - Парамара[англ.] — Сияка I, махараджа[англ.] (843 — 891)
  - Раштракуты — 
    - Амогхаварша I, махараджадхираджа (814 — 878)
    - Кришнараджа II Акалаварша, махараджадхираджа (878 — 914)

  - Чола — Виджаялая, махараджа (848 — 881)
  - Ядавы (Сеунадеша) — Сеуначандра I, махараджа (870 — 900)
- Индонезия — 
  - Матарам (Меданг) — Локапала, шри-махараджа (850 — 890)
  - Сунда — Прабу Гайях Кулон, король (819 — 891)
- Камарупа — Балаварман III, царь (860 — 880)
- Караханидское государство — Кул Билга-хан, хан (840 — 893)
- Китай (Династия Тан) — Си-цзун (Ли Сюань), император (873 — 888)
- Кхмерская империя (Камбуджадеша) — Индраварман I, император (877 — 889)
- Наньчжао — Шэнмин Вэньу-хуанди (Мэн Луншунь), ван (877 — 897)
- Паган — 
  - Пинбья, король[англ.] (846 — 878)
  - Танне, король[англ.] (878 — 904)
- Раджарата (Анурадхапура) — Сена II, король (866 — 901)
- Силла — Хонган, ван (875 — 886)
- Тямпа — Индраварман II, князь (ок. 854 — ок. 898)
- Ширван — Хайсам ибн Халид, ширваншах (861 — 881)
- Япония — Ёдзэй, император (876 — 884)

## Африка
- Гао — Конкодьей, дья (ок. 850 — ок. 880)
- Берегватов Конфедерация — Юнус ибн Ильяс, король (ок. 842 — ок. 888)
- Идрисиды — Али ибн Умар ибн Идрис ас-Сагир, халиф Магриба (866 — 880)
- Ифрикия (Аглабиды) — Абу Исхак Ибрахим ибн Ахмад, эмир (875 — 902)
- Канем — Фуне, маи (ок. 835 — ок. 893)
- Макурия — Георгий I, царь (ок. 870 — ок. 892)
- Некор[англ.] — Саид II ибн Салих, эмир[англ.] (864 — 916)
- Рустамиды — Мухаммад Абуль-Йакзан ибн Афлах, имам (874 — 894)
- Сиджильмаса — Мухаммад I, эмир (876 — 883)
- Тулунидов государство — Ахмед ибн Тулун, эмир (868 — 884)

## Европа
- Англия — 
  - Восточная Англия — Этельред II, король (876 — 879)
  - Думнония — Элуйд ап Ферфердэн, король (876 — 890)
  - Йорвик — Гутред, король (878 — 895)
  - Мерсия — Кёлвульф II, король (874 — 879)
  - Нортумбрия — 
    - Экгберт II, король (876 — 878)
    - в 878 году на территории захваченной викингами Нортумбрии образовано королевство Йорвик

  - Уэссекс — Альфред Великий, король (871 — 899)
- Болгарское царство — Борис I, князь (852 — 889)
- Венецианская республика — Орсо I Партечипацио, дож (864 — 881)
- Византийская империя — Василий I Македонянин, император (867 — 886)
- Восточно-Франкское королевство — 
  - Бавария — Карломан, король (865 — 880)
  - Паннонская марка — Арибо, маркграф (871 — 909)
  - Саксония — 
    - Людовик III Младший, король (876 — 882)
    - Бруно, герцог (866 — 880)

  - Тюрингия — Ратольф, маркграф (873 — 880)
  - Швабия — Карл III Толстый, король (876 — 882)
- Гасконь — Санш III Митарра, герцог (864 — ок. 893)
- Дания — Зигфрид, король (873 — 903)
- Западно-Франкское королевство — Людовик II Заика, король (877 — 879)
  - Аквитания — Людовик II Заика, король (866 — 879)
  - Ампурьяс — 
    - Суньер II, граф  (862 — 915)
    - Дела, граф  (862 — 894/895)

  - Ангулем — Вульгрин I, граф (866 — 886)
  - Барселона — 
    - Бернар Готский, граф (864 — 878)
    - Вифред I Волосатый, граф (878 — 897)

  - Бретань — 
    - Ален I Великий, король (877 — 907)
    - Юдикаэль, король (876 — ок. 889)
    - Ванн — Ален I Великий, граф (877 — 907)
    - Нант — Ален I Великий, граф (877 — 907)
    - Ренн — Юдикаэль, граф (876 — ок. 889)

  - Бретонская марка — Гуго Аббат, маркиз (866 — 886)
  - Готия — 
    - Бернар Готский, маркиз (864 — 878)
    - Бернар Плантвелю, маркиз (878 — 886)

  - Жирона — 
    - Бернар Готский, граф (870 — 878)
    - в 878 году объединено с графством Барселона

  - Каркассон — Олиба II, граф (ок. 865 — 879)
  - Конфлан — Миро I Старый, граф (870 — 896)
  - Мэн — 
    - Гозфрид, граф (865 — 878)
    - Рагенольд, граф (878 — 885)

  - Нормандская марка — 
    - Гозфрид, маркиз (865 — 878)
    - Рагенольд, маркиз (878 — 885)

  - Овернь[англ.] — Бернар II Плантвелю, граф (868 — 888)
  - Отён — 
    - Бернар Готский, граф (877 — 878)
    - Тьерри Казначей, граф (878 — 879)

  - Пальярс и Рибагорса — Рамон I, граф (872 — 920)
  - Париж — Конрад Черный, граф (866 — 882)
  - Пуатье — 
    - Бернар III Готский, граф (866 — 878)
    - Рамнульф II, граф (878 — 890)

  - Руссильон — 
    - Бернар Готский, граф (865 — 878)
    - Миро Старый, граф (878 — 896)

  - Руэрг — Эд, граф (872 — 898)
  - Серданья — Вифред I Волосатый, граф (870 — 897)
  - Труа — Роберт I, граф (876 — 886)
  - Тулуза — Бернар III Плантвелю, маркграф (872 — 886)
  - Урхель — Вифред I Волосатый, граф (870 — 897)
  - Фландрия — Бодуэн I Железная Рука, граф (863 — 879)
  - Шалон — Бозон Вьеннский, граф (877 — 880)
- Ирландия — Аэд Финдлиат, верховный король (862 — 879)
  - Айлех — Аэд Финдлиат, король (ок. 855 — 879)
  - Дублин — Бард, король (877 — 881)
  - Коннахт — Конхобар I, король (848 — 882)
  - Лейнстер — Домналл, король (871 — 884)
  - Миде — Фланн Синна, король (877 — 916)
  - Мунстер — Доннхад I, король (872 — 888)
  - Ольстер — Айнбих мак Аэдо, король (873 — 882)
- Испания —
  - Арагон — Аснар II Галиндес, граф (867 — 893)
  - Астурия — Альфонсо III Великий, король (866 — 910)
    - Алава — Вела Хименес, граф (870 — 883)
    - Кастилия — Диего Родригес Порселос, граф (873 — 885)

  - Кордовский эмират — Мухаммад I, эмир (852 — 886)
  - Наварра — Гарсия I Иньигес, король (851/852 — 882)
- Италийское королевство — Карломан, король Италии (877 — 879)
  - Сполето — Ламберт II, герцог (860 — 871, 876 — 880)
  - Тосканская марка — Адальберт I, маркграф (846 — 886)
  - Фриульская марка — Беренгар I, маркграф (874 — 924)
- Италия —
  - Беневенто — 
    - Адельхиз, князь (854 — 878)
    - Вайфер, князь (878 — 881)

  - Гаэта — Марин I, консул[англ.] (866 — 890)
  - Капуя — Ландульф II, князь (863 — 879)
  - Неаполь — 
    - Сергий II, герцог (870 — 878)
    - Афанасий, герцог (878 — 898)

  - Салерно — Гвефер, князь (861 — 880)
- Критский эмират — Саид I, эмир (841 — 880)
- Лотарингия — Людовик II Заика, король (877 — 879)
  - Верхняя Бургундия — Рудольф I, маркграф (876 — 888)
  - Эно (Геннегау) — Ангерран I, граф (870 — 880)
- Моравия Великая — Святополк I, князь (870 — 894)
  - Чехия — Борживой I, князь (ок. 872 — ок. 892)
- Новгородское княжество — Рюрик, князь (862 — 879)
- Норвегия — Харальд I Прекрасноволосый, король (872 — 930)
- Паннонская Хорватия — Светимир, князь (838 — ок. 880)
- Папская область — Иоанн VIII, папа римский (872 — 882)
- Португалия — Лусидиу Вимаранеш, граф (873 — 895)
- Приморская Хорватия — 
  - Иляйко, герцог (876 — 878)
  - Здеслав, герцог (864, 878 — 879)
- Прованс (Нижняя Бургундия) — Людовик II Заика, король (877 — 879)
  - Вьенн — Бозон Вьеннский, граф (871 — 887)
- Сербия — Мутимир, князь (ок. 851 — 891)
- Уэльс —
  - Брихейниог — Элисед I, король (840 — 885)
  - Гвент — Фернвайл III ап Мейриг, король (860 — 880)
  - Гвинед — 
    - Родри ап Мервин, король (844 — 878)
    - Анарауд ап Родри, король (878 — 916)

  - Гливисинг — Хивел ап Рис, король (856 — 886)
  - Дивед — Хивайд, король (878 — 893)
  - Сейсиллуг — Каделл ап Родри, король (872 — 909)
- Хазарский каганат — Завулон, бек (ок. 875 — ок. 880)
- Швеция — Эрик Анундсон, конунг (ок. 867 — 882)
- Шотландия —
  - Альба — 
    - Эд Белоногий, король (877 — 878)
    - Эохейд, король (878 — 889)

  - Стратклайд (Альт Клуит) — 
    - Рун ап Артгал, король (872 — 878)
    - Эохейд, король (878 — 889)

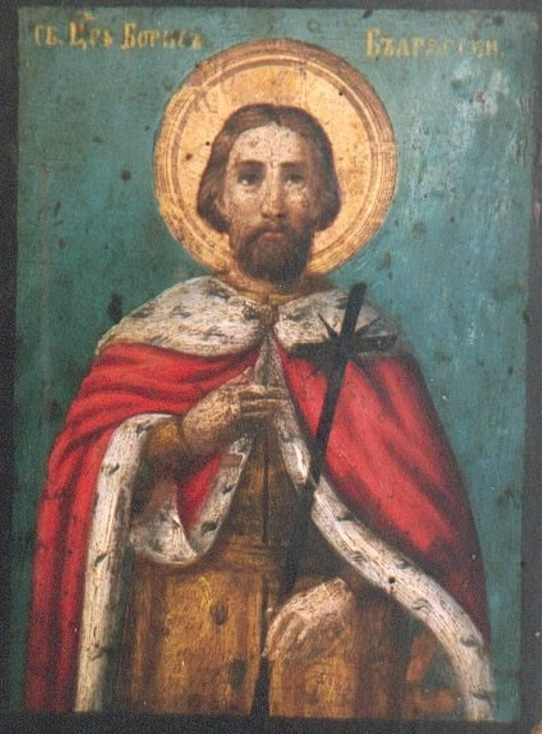
Борис I 852-889 Князь Болгарии
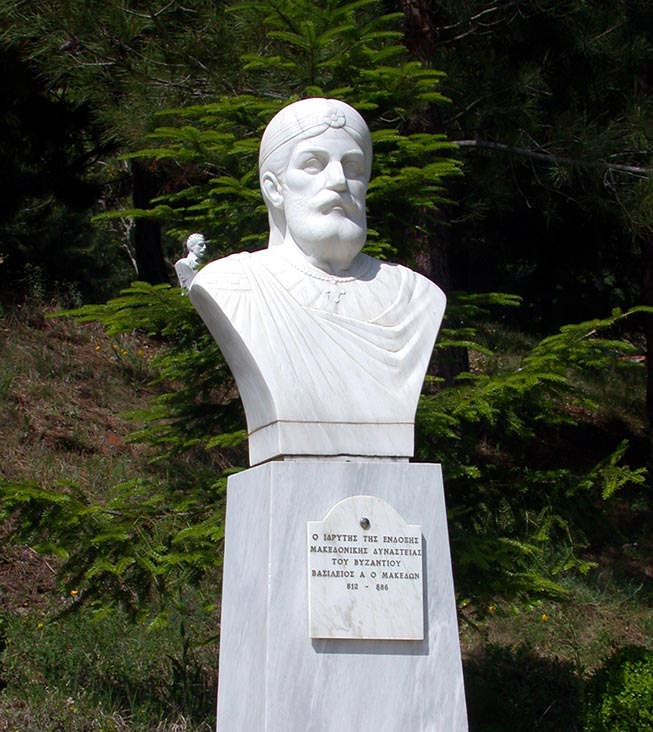
Василий I 867-886 Император Византии
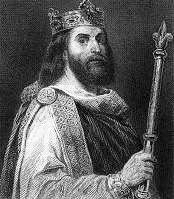
Людовик II Заика 878-879 Король Западно-Франкского королевства
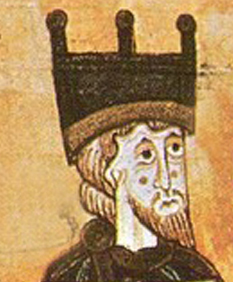
Альфонсо III Великий 866-910 Король Астурии
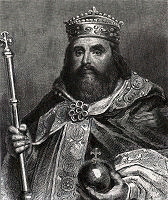
Карл III Толстый 876-882 Король Швабии
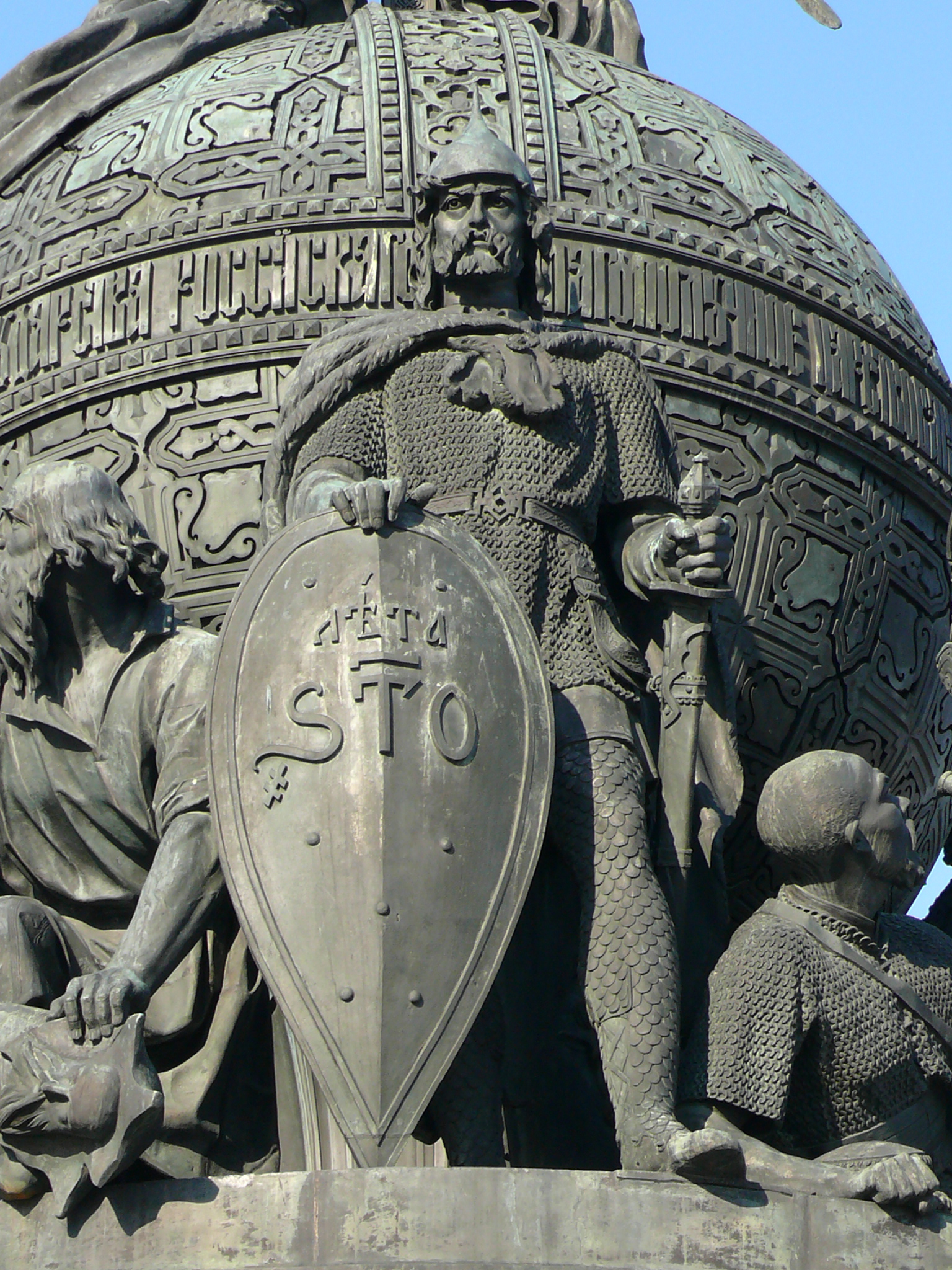
Рюрик 862-879 Князь Новгородский
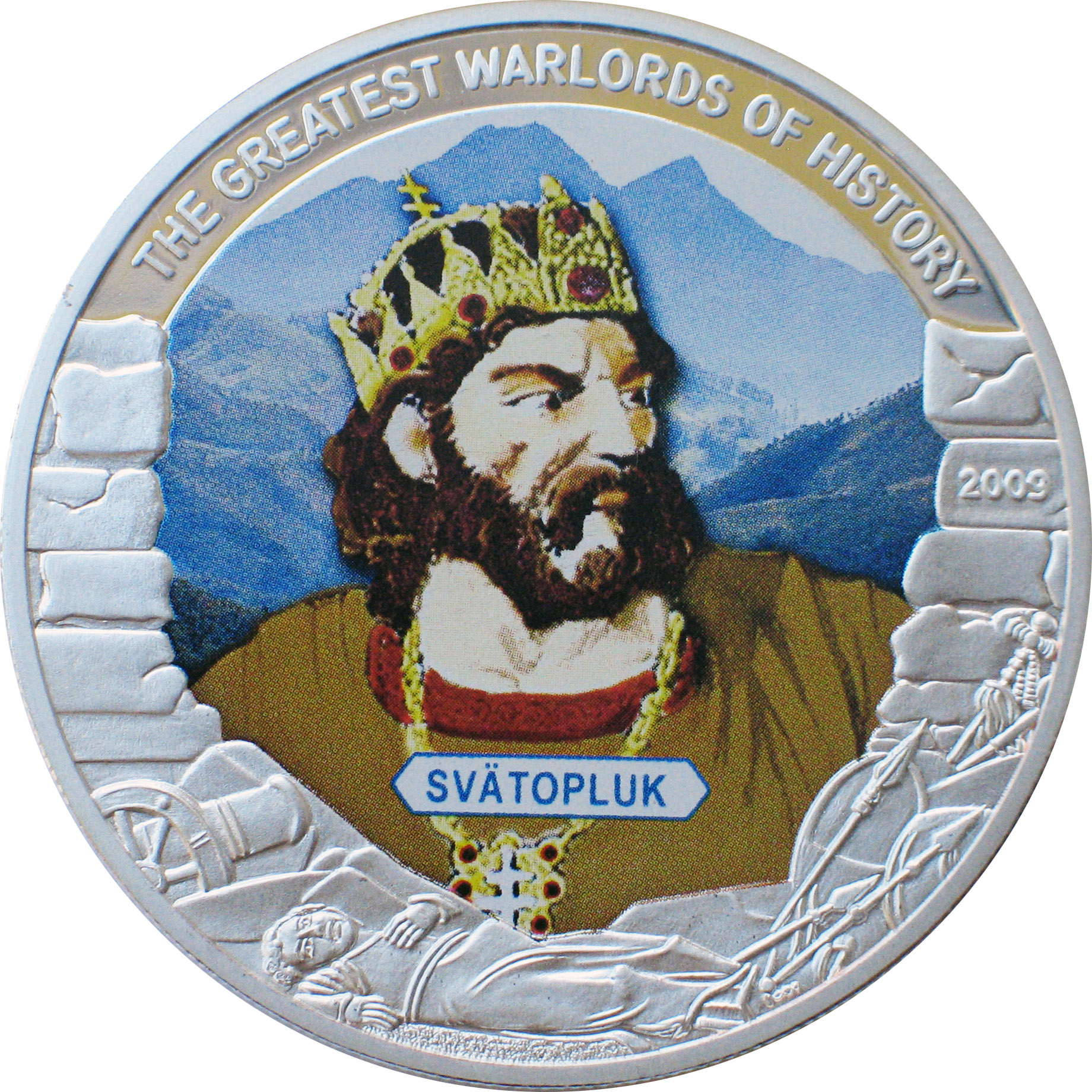
Святополк 870-894 Князь Великой Моравии
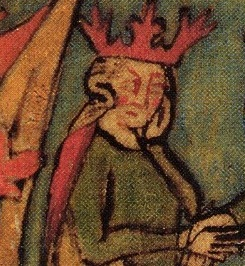
Харальд I Прекрасноволосый 872-930 Король Норвегии
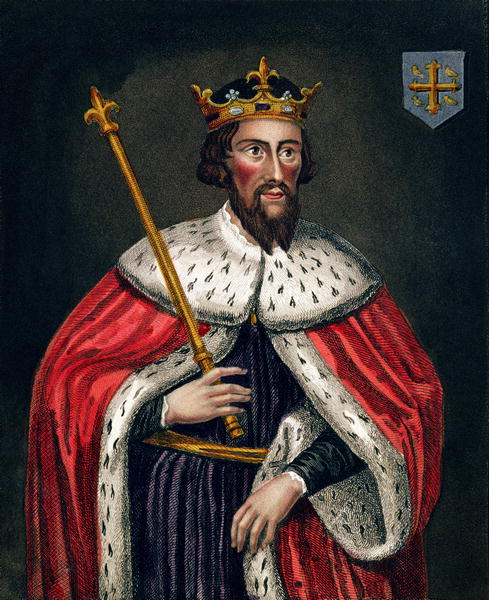
Альфред Великий 871-899 Король Уэссекса
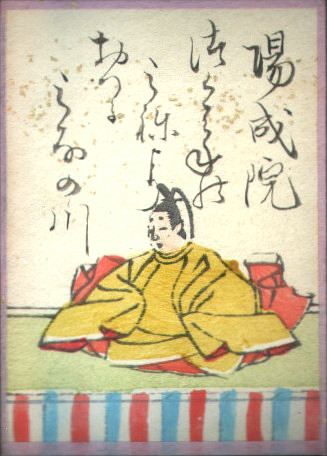
Ёдзэй 876-884 Император Японии
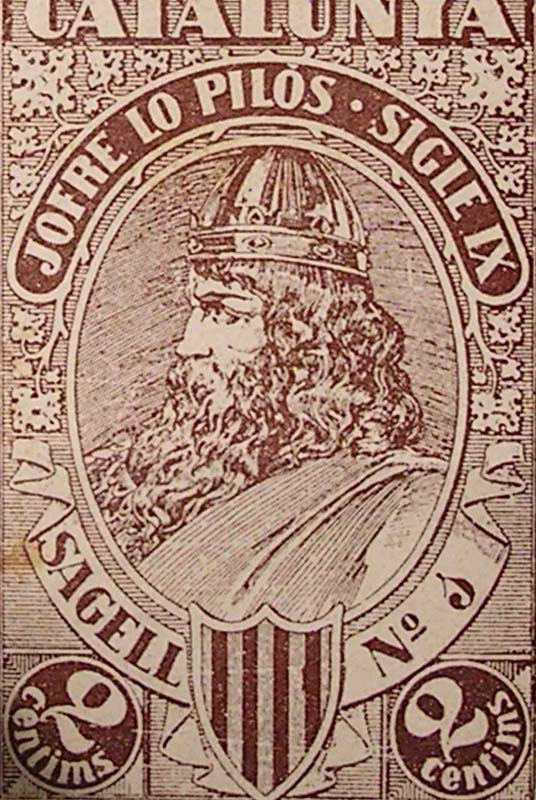
Вифред Волосатый 878-897 Граф Барселоны
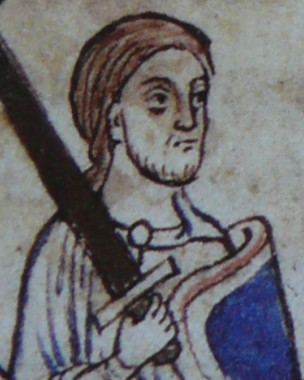
Бруно 866-880 Герцог Саксонии
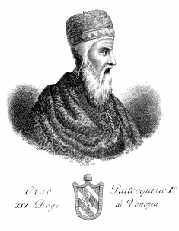
Орсо I Партечипацио 865-881 Дож Венеции
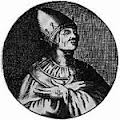
Иоанн VIII 873-882 Папа римский